# Saison 2024 de la WTT
Navigation
WTT 2023 WTT 2025
Il s'agit de la quatrième saison de la World Table Tennis, le circuit mondial principal de tennis de table. La saison débute en janvier avec le WTT Star Contender Doha.
Sont détaillés dans cet article les tournois labellisés WTT Series qui rassemblent les meilleurs joueurs de tennis de table au monde et les tournois Feeder series, le second échelon du circuit.

## Organisation
Durant la saison, les tournois sont répartis en quatre catégories - Contender, Star Contender, Champions et Grand Smash, par ordre d'importance croissant - dans lesquels différents nombres de points de classement mondial peuvent être gagnés. La saison se termine par les finales de la WTT où seuls les seize meilleurs joueurs au classement sont invités.
La saison 2024 a comme point d'orgue les Jeux olympiques organisés à Paris en juillet.

## Tournois WTT Series
| N° | Tournoi | Tournoi                             | Lieu                  | Dates         | Vainqueurs Messieurs | Vainqueurs Messieurs               | Vainqueurs Dames | Vainqueurs Dames                   | Vainqueurs Mixte                 | Dotation    | [ 1 ]  |
| N° | Tournoi | Tournoi                             | Lieu                  | Dates         | Simple               | Double                             | Simple           | Double                             | Vainqueurs Mixte                 | Dotation    | [ 1 ]  |
| -- | ------- | ----------------------------------- | --------------------- | ------------- | -------------------- | ---------------------------------- | ---------------- | ---------------------------------- | -------------------------------- | ----------- | ------ |
| 1  |         | WTT Star Contender Doha (de)        | Doha                  | 8.1.–13.1.    | Wang Chuqin          | Yuan Licen Liang Jingkun           | Sun Yingsha      | Qian Tianyi Chen Xingtong          | Wang Chuqin Sun Yingsha          | $ 250.000   | [ 2 ]  |
| 2  |         | WTT Contender Doha (de)             | Doha                  | 14.1.–20.1.   | Timo Boll            | Lee Sang-su Lim Jong-hoon          | Jeon Ji-hee      | Jeon Ji-hee Shin Yu-bin            | Wang Chuqin Sun Yingsha          | $ 80.000    | [ 3 ]  |
| 3  |         | WTT Star Contender Goa (de)         | Mapusa                | 23.1.–28.1.   | Félix Lebrun         | Lim Jong-hoon An Jae-hyun          | Cheng I-ching    | Jeon Ji-hee Shin Yu-bin            | Lim Jong-hoon Shin Yu-bin        | $ 250.000   | ,      |
| –  |         | Championnats du monde par équipes   | Busan                 | 16.2.–25.2.   | Chine                | Chine                              | Chine            | Chine                              | –                                | –           | [ 6 ]  |
| 4  |         | Singapore Smash (de)                | Singapour             | 7.3.–17.3.    | Wang Chuqin          | Lin Gaoyuan Ma Long                | Wang Manyu       | Chen Meng Wang Manyu               | Wang Chuqin Sun Yingsha          | $ 1.500.000 | [ 7 ]  |
| 5  |         | WTT Champions Incheon (de)          | Incheon               | 27.3.–31.3.   | Liang Jingkun        | –                                  | Sun Yingsha      | –                                  | –                                | $ 300.000   | [ 8 ]  |
| –  |         | Coupe du monde                      | Macao                 | 15.4.–21.4.   | Ma Long              | –                                  | Sun Yingsha      | –                                  | –                                | $ 1.000.000 | [ 9 ]  |
| 6  |         | Saudi Smash (de)                    | Djeddah               | 1.5.–11.5.    | Wang Chuqin          | Wang Chuqin Ma Long                | Chen Meng        | Chen Meng Wang Manyu               | Wang Chuqin Sun Yingsha          | $ 2.000.000 | [ 10 ] |
| 7  |         | WTT Contender Rio de Janeiro (de)   | Rio de Janeiro        | 20.5.–26.5.   | Hugo Calderano       | An Jae-hyun Oh Jun-sung            | Miyu Nagasaki    | Honoka Hashimoto Hitomi Satō       | Lim Jong-hoon Shin Yu-bin        | $ 80.000    | [ 11 ] |
| 8  |         | WTT Contender Taiyuan (de)          | Taiyuan               | 21.5.–26.5.   | Liang Jingkun        | Ma Long Lin Gaoyuan                | Chen Xingtong    | Chen Yi Kuai Man                   | Lin Shidong Kuai Man             | $ 80.000    | [ 12 ] |
| 9  |         | WTT Contender Mendoza (de)          | Mendoza               | 27.5.–2.6.    | Benedikt Duda        | Santiago Lorenzo Horacio Cifuentes | Sakura Mori      | Miyu Nagasaki Sakura Mori          | Yuta Tanaka Miyu Nagasaki        | $ 80.000    | [ 13 ] |
| 10 |         | WTT Champions Chongqing (de)        | Chongqing             | 30.5.–3.6.    | Fan Zhendong         | –                                  | Sun Yingsha      | –                                  | –                                | $ 800.000   | [ 14 ] |
| 11 |         | WTT Contender Zagreb (de)           | Zagreb                | 3.6.–9.6.     | Alexis Lebrun        | Simon Gauzy Alexis Lebrun          | Hina Hayata      | Sakura Yokoi Satsuki Ōdō           | Tomokazu Harimoto Hina Hayata    | $ 80.000    | [ 15 ] |
| 12 |         | WTT Star Contender Ljubljana (de)   | Ljubljana             | 10.6.–16.6.   | Hugo Calderano       | Anton Källberg Kristian Karlsson   | Hina Hayata      | Miyuu Kihara Miyu Nagasaki         | Tomokazu Harimoto Hina Hayata    | $ 250.000   | [ 16 ] |
| 13 |         | WTT Contender Lagos (de)            | Lagos                 | 19.6.–23.6.   | Dimitrij Ovtcharov   | Manav Vikash Thakkar Harmeet Desai | Sreeja Akula     | Archana Girish Kamath Sreeja Akula | Lim Jong-hoon Shin Yu-bin        | $ 80.000    | [ 17 ] |
| 14 |         | WTT Contender Tunis (de)            | Tunis                 | 25.6.–30.6.   | Tomokazu Harimoto    | Sora Matsushima Tomokazu Harimoto  | Miwa Harimoto    | Satsuki Ōdō Sakura Yokoi           | Tomokazu Harimoto Hina Hayata    | $ 80.000    | [ 18 ] |
| 15 |         | WTT Star Contender Bangkok (de)     | Bangkok               | 2.7.–7.7.     | Tomokazu Harimoto    | Sora Matsushima Tomokazu Harimoto  | Mima Itō         | Honoka Hashimoto Hitomi Satō       | Tomokazu Harimoto Hina Hayata    | $ 250.000   | [ 19 ] |
| –  |         | Jeux olympiques                     | Paris                 | 27.7.–10.8.   | Fan Zhendong         | –                                  | Chen Meng        | –                                  | Wang Chuqin Sun Yingsha          | –           |        |
| 16 |         | WTT Contender Lima (de)             | Lima                  | 19.8.–25.8.   | Darko Jorgić         | Florian Bourrassaud Esteban Dorr   | Satsuki Ōdō      | Satsuki Ōdō Sakura Yokoi           | Henrique Noguti Giulia Takahashi | $ 80.000    | [ 20 ] |
| 17 |         | WTT Contender Almaty (de)           | Almaty                | 3.9.–8.9.     | Lin Shidong          | Lin Shidong Xu Yingbin             | Shi Xunyao       | Liu Weishan He Zhuojia             | Lin Shidong Kuai Man             | $ 80.000    | [ 21 ] |
| 18 |         | WTT Champions Macao (de)            | Macao                 | 9.9.–15.9.    | Lin Shidong          | –                                  | Sun Yingsha      | –                                  | –                                | $ 800.000   | [ 22 ] |
|    |         | WTT Star Contender Lanzhou          | Lanzhou               | 16.9.–22.9.   | annulé               | annulé                             | annulé           | annulé                             | annulé                           | $ 250.000   | [ 23 ] |
| 19 |         | China Smash (de)                    | Pékin                 | 26.9.–6.10.   | Lin Shidong          | Wang Chuqin Liang Jingkun          | Sun Yingsha      | Qian Tianyi Chen Xingtong          | Lin Shidong Kuai Man             | $ 2.000.000 | [ 24 ] |
| 20 |         | WTT Champions Montpellier 2024 (de) | Montpellier           | 22.10.–27.10. | Félix Lebrun         | –                                  | Satsuki Ōdō      | –                                  | –                                | $ 500.000   | ,      |
| 21 |         | WTT Contender Muscat (de)           | Mascate               | 28.10.–2.11.  | Lin Shidong          | Yuan Licen Xiang Peng              | Kuai Man         | Yang Yiyun Zhu Sibing              | Lin Shidong Kuai Man             | $ 80.000    | [ 20 ] |
| 22 |         | WTT Champions Francfort (de)        | Francfort-sur-le-Main | 3.11.–10.11.  | Lin Shidong          | –                                  | Wang Manyu       | –                                  | –                                | $ 500.000   | [ 27 ] |
| 23 |         | WTT Finals (de)                     | Kitakyushu            | 20.11.–24.11. | Wang Chuqin          | Félix Lebrun Alexis Lebrun         | Wang Manyu       | Honoka Hashimoto Hitomi Satō       | –                                | $ 700.000   | [ 28 ] |
| –  |         | Coupe du monde par équipes mixte    | Chengdu               | 1.12.–8.12.   | Chine                | Chine                              | Chine            | Chine                              | Chine                            |             |        |

## Tournois Feeder series
| N° | Tournoi | Tournoi                      | Lieu                       | Dates       | Vainqueurs Messieurs  | Vainqueurs Messieurs                       | Vainqueurs Dames | Vainqueurs Dames                  | Vainqueurs Mixte                         | Dotation | [ 1 ]  |
| N° | Tournoi | Tournoi                      | Lieu                       | Dates       | Simple                | Double                                     | Simple           | Double                            | Vainqueurs Mixte                         | Dotation | [ 1 ]  |
| -- | ------- | ---------------------------- | -------------------------- | ----------- | --------------------- | ------------------------------------------ | ---------------- | --------------------------------- | ---------------------------------------- | -------- | ------ |
| 1  |         | WTT Feeder Corpus Christi    | Corpus Christi             | 15.1.–18.1. | Kirill Gerassimenko   | Gustavo Gomez Nicolas Burgos               | Sreeja Akula     | Zhen Deng Jiaqi Lin               | Niagol Stoyanov Giorgia Piccolin         | $ 22.500 | [ 29 ] |
| 2  |         | WTT Feeder Manchester        | Manchester                 | 1.2.–4.2.   | Cho Dae-seong         | Florent Lambiet Martin Allegro             | Lily Zhang       | Barbara Balazova Hana Matelova    | Nandor Ecseki Dóra Madarász              | $ 22.500 | [ 30 ] |
| 3  |         | WTT Feeder Beirut            | Beyrouth                   | 19.3.–21.3. | Sathiyan Gnanasekaran | Andy Pereira Jorge Campos                  | Xia Lian Ni      | Doo Hoi Kem Zhu Chengzhu          | Manush Utpalbhai Shah Diya Parag Chitale | $ 22.500 | [ 31 ] |
| 4  |         | WTT Feeder Beirut II         | Beyrouth                   | 22.3.–24.3. | Chuang Chih-Yuan      | Manush Utpalbhai Shah Manav Vikash Thakkar | Sreeja Akula     | Doo Hoi Kem Zhu Chengzhu          | Akash Pal Poymantee Baisya               | $ 22.500 | [ 32 ] |
| 5  |         | WTT Feeder Otocec            | Otocec                     | 26.3–1.4    | Cho Dae-seong         | Park Gang-hyeon Kim Min-hyeok              | Park Ga-hyeon    | Lee Eun-hye Kim Ha-yeong          | Álvaro Robles María Xiao                 | $ 22.500 | [ 33 ] |
| 6  |         | WTT Feeder Varazdin          | Varazdin                   | 2.4–7.4     | Wong Chun Ting        | Florian Bourrassaud Esteban Dorr           | Satsuki Ōdō      | Sakura Yokoi Satsuki Ōdō          | Kristian Karlsson Christina Källberg     | $ 22.500 | [ 34 ] |
| 7  |         | WTT Feeder Düsseldorf        | Düsseldorf                 | 8.4.–12.4.  | Kanak Jha             | Jakub Dyjas Cedric Nuytinck                | Satsuki Ōdō      | Lee Ho Ching Zhu Chengzhu         | Quek Izaac Zhou Jingyi                   | $ 22.500 | [ 35 ] |
| 8  |         | WTT Feeder Havirov           | Havirov                    | 14.4–17.4   | Maharu Yoshimura      | Oh Jun-sung Park Gyu-hyeon                 | Lee Eun-hye      | Choi Hyo-joo Lee Da-eun           | Park Gang-hyeon Yoon Hyo-bin             | $ 22.500 | [ 36 ] |
| 9  |         | WTT Feeder Cappadocia        | Nevsehir                   | 13.5.–17.5. | Yuta Tanaka           | Huang Yan-Cheng Feng Yi-Hsin               | Satsuki Ōdō      | Honoka Hashimoto Hitomi Sato      | Akash Pal Poymantee Baisya               | $ 22.500 | [ 37 ] |
| 10 |         | WTT Feeder Olomouc           | Olomouc                    | 21.8–25.8   | Xiang Peng            | Xiang Peng Yuan Licen                      | Honoka Hashimoto | Honoka Hashimoto Hitomi Sato      | Ľubomír Pištej Tatiana Kukulkova         | $ 22.500 | [ 38 ] |
| 11 |         | WTT Feeder Muscat            | Oman Mascate               | 29.8–1.9    | Xue Fei               | Joe Seyfried Bastien Rembert               | Sakura Yokoi     | Xu Yi Fan Shuhan                  | Xue Fei Wang Xiaotong                    | $ 22.500 | [ 39 ] |
| 12 |         | WTT Feeder Panagyurishte     | Panagyurishte              | 11.9–15.9   | Anders Lind           | Sun Wen Xu Haidong                         | Satsuki Ōdō      | Honoka Hashimoto Hitomi Sato      | Xue Fei Han Feier                        | $ 40.000 | [ 40 ] |
| 13 |         | WTT Feeder Halmstad          | Halmstad                   | 16.9–21.9   | Xue Fei               | Sun Wen Xu Haidong                         | Wang Xiaotong    | Wang Xiaotong Han Feier           | Huang Youzheng Zong Geman                | $ 22.500 | [ 41 ] |
| 14 |         | WTT Feeder Doha              | Doha                       | 3.10–6.10   | Chang Yu-An           | Chen Junsung Sun Yang                      | Hitomi Sato      | Anne Uesawa Yuna Ojio             | Chen Junsung Wang Xiaonan                | $ 22.500 | [ 42 ] |
| 15 |         | WTT Feeder Cagliari          | Cagliari                   | 22.10–27.10 | Yuto Muramatsu        | Martin Allegro Adrien Rassenfosse          | Zhu Yuling       | Yashaswini Ghorpade Krittwika Roy | John Oyebode Gaia Monfardini             | $ 22.500 | [ 43 ] |
| 16 |         | WTT Feeder Prishtina         | Prishtina                  | 30.10–1.11  | Tomislav Pucar        | Gil Min-seok Kwak Yu-bin                   | Sakura Yokoi     | Sakura Yokoi Sachi Aoki           | Ivor Ban Hana Arapovic                   | $ 22.500 | [ 44 ] |
| 17 |         | WTT Feeder Caracas           | Venezuela Caracas          | 31.10–3.11  | Harmeet Desai         | Andy Pereira Jorge Campos                  | Xu Jiayi         | Xu Jiayi Zhu Ziyu                 | Harmeet Desai Krittwika Roy              | $ 22.500 | [ 45 ] |
| 18 |         | WTT Feeder Düsseldorf II     | Allemagne Düsseldorf       | 18.11–22.11 | Chen Yuanyu           | Kazuki Hamada Jo Yokotani                  | Chen Yi          | Kuai Man Chen Yi                  | Kuai Man Xue Fei                         | $ 22.500 | [ 46 ] |
| 19 |         | WTT Feeder Vila Nova de Gaia | Portugal Vila Nova de Gaia | 23.11–27.11 | Zhou Qihao            | Xue Fei Zhou Qihao                         | Kyoka Idesawa    | Han Feier Chen Yi                 | Xue Fei Han Feier                        | $ 22.500 | [ 47 ] |